# Stepping out. Female identities in chinese contemporary art
Stepping out. Female identities in chinese contemporary art ist eine Wanderausstellung, die  erstmals vom 13. Mai bis zum 16. Oktober 2022 im Lillehammer Kunstmuseum in Norwegen zu sehen war. Der Hauptkurator der Ausstellung ist Nils Ohlsen vom Lillehammer Kunstmuseum; unterstützt wurde er von Feng Boyl, einem Kurator aus Peking, und durch Liu Xi, eine Kuratorin aus Shanghai. Vom 1. Dezember 2022 bis zum 12. März 2023 fand die vom Kunstverein Kopenhagen organisierte Ausstellung im Kunstforeningen GL STRAND in Kopenhagen statt. Vom 5. April bis zum 25. Juni 2023 findet die Ausstellung im Museum der Moderne Salzburg auf dem Mönchsberg statt.

## Konzeption
Absicht der Ausstellung ist es, chinesische Künstlerinnen, die oft im Schatten ihrer männlichen Kollegen verborgen sind, international erkennbar zu machen und so das Ungleichgewicht in der Sichtbarkeit weiblicher Künstlerinnen zu korrigieren. Dabei kommt eine enorme Vielfalt ihres künstlerischen Schaffens zum Ausdruck. Zugleich sind die Arbeiten eine Auseinandersetzung mit den Einschränkungen, welche die Kunst in dem totalitären China ausgesetzt sind. Die gezeigten Werke sind teils bewusst provozierend, wenn etwa explizite weibliche Körperlichkeit und Sexualität thematisiert wird, aber auch schockierend, wenn weibliche Selbstverletzungen (Ritzungen) gezeigt werden. Bekannt ist darunter auch He Chengyao, die 2001 barbusig auf der Große Mauer spazieren ging, was von ihr als Anklage gegen das unterdrückende Patriarchat gesehen wurde.

## Beteiligte Künstlerinnen
Für diese Ausstellung sind Werke von 26 festlandchinesischen Künstlerinnen zusammengestellt worden. Diese sind:
- Bu Hua, 1973 Beijing,
- Cao Fei, 1978 Guangzhou, Beijing,
- Cao Yu, 1988 Liaoning, Beijing,
- Chen Qiulin, 1975 Yichang, Chengdu,
- Chen Zhe, 1989 Beijing,
- Cui Xiuwen, 1967 Harbin, 2018 Beijing,
- Fan Xi, 1984 Shandong, Beijing,
- Geng Xue, 1983 Baishan, Beijing,
- He Chengyao, 1964 Sichuan, Beijing,
- Hu Yinping, 1983 Chengdu, Beijing,
- Liang Xiu, 1994 Shandong Province,
- Lin Tianmiao, 1961 Taiyuan, Beijing,
- Liu Xi, 1986 Shangdong Province, Jingdezhen,
- Li Xinmo, 1976 Yilan, Beijing,
- Luo Yang, 1984 Liaoning, Beijing, Shanghai,
- Ma Qiusha, 1982 Beijing,
- Peng Wie, 1974 Chengdu, Beijing,
- Tao Aimin, 1974 Hunan Province, Beijing,
- Sun Shaokun, 1980 Baoding, 2016 Beijing,
- Tong Wenmin, 1989 Chongqin,
- Wen Hui, 1960 Yunnan, Beijing,
- Xiang Jing, 1968 Beijing,
- Xiao Lu, 1962 Hangzhou, Beijing,
- Xing Danwen, 1967 Xi’an, Beijing,
- Yin Xiuzhen, 1963 Beijing,
- Yu Hong, 1966 Beijing.

Die Künstlerinnen arbeiten mit unterschiedlichen Medien und Materialien; ausgestellt sind Animationsfilme, Acrylbilder, textile Arbeiten, Alltagsgegenstände, Videos, Digitaldruck auf Fotopapier, Rauminstallationen, Tuschearbeiten auf (Flachs-)Papier, Fiberglas, Nadeldrucke, Gicléedrucke oder Fotografien.